# Kim Su-ji (skoczkini do wody)
Kim Su-ji (kor. 김수지; ur. 16 lutego 1998 w Seulu) – południowokoreańska skoczkini do wody.
Mieszka w Ulsan, gdzie ukończyła szkołę podstawową i gimnazjum.
W 2012 wystąpiła na igrzyskach olimpijskich, na których wzięła udział w skokach indywidualnych z 10m wieży. Zajęła ostatnie, 26. miejsce uzyskując 215,75 pkt w kwalifikacjach. Była najmłodszym reprezentantem Korei Południowej i skoczkiem do wody na tych igrzyskach.
W 2013 wraz z Cho Eunem-bi zdobyła brązowy medal na igrzyskach Azji Wschodniej w skokach synchronicznych z 10m wieży.
Podczas letniej uniwersjady w 2017 roku w Tajpej wywalczyła srebrny medal w skokach z trampoliny trzymetrowej w parze z Kim Na-mi oraz brązowy w skokach indywidualnych.